# Whakatahine (rivière)
La rivière Whakatahine  (anglais : Whakatahine River) est un cours d’eau de la région de  Wellington dans l’Île du Nord de la Nouvelle-Zélande. 

## Géographie
Elle s’écoule vers le nord-ouest à partir de sa source située dans un pays de collines accidentées au sud-est de Masterton avant de tourner vers le sud-ouest pour atteindre la rivière Wainuiora.